# الحميراء (السبرة)

تعديل مصدري - تعديل

الحميراء محلة تابعة لقرية غضار، التابعة لعزلة عينان بمديرية السبرة إحدى مديريات محافظة إب في الجمهورية اليمنية.، بلغ تعداد سكانها 55 حسب تعداد اليمن لعام 2004.